# Tumuli im Forêt de Soignes
Die beiden Tumuli im Forêt de Soignes (auch Zoniënwoud – dt. Sonienwald) liegen in dem etwa 11,0 ha großen Wald, südwestlich von Watermael-Boitsfort/Watermaal-Bosvoorde, nördlich von Waterloo in der Region Brüssel-Hauptstadt in Belgien.
Die Tumuli des Zonienwaldes sind zwei eng benachbarte Grabhügel am „Chemin des Tumuli“ bzw. am „Chemin des Deux Montagnes“ (Wege). Während der südliche ein Langhügel ist, ist der nördliche ein Rundhügel. Die während des 19. Jahrhunderts zweimal untersuchten Hügel ungewisser Herkunft und Funktion, die nur Holzkohlefunde erbrachten, liegen nahe einer neolithischen Siedlung in Watermael-Boitsfort.
Im Zonienwald befinden sich das „Monument Aux Forestiers (Uccle)“ und die Reste der Abtei von Groenendaal. Die Priesterkirche wurde im 18. Jahrhundert abgerissen, aber einige der Wände, Räume und Gewölbe wurden bewahrt.